# 三貴子
三貴子（みはしらのうずのみこ、さんきし）とは『古事記』で黄泉の国から帰ってきた伊邪那岐命（イザナキ）が禊（水浴）で黄泉の汚れを落としたときに最後に生まれ落ちた三柱の神々のことである。イザナキ自身が自らの生んだ諸神の中で最も貴いとしたところからこの名が生まれた。三貴神（さんきしん）とも呼ばれる。
- 天照大御神 - イザナキの左目から生まれたとされる女神（本来は男神だったとする説もある[2]）。太陽神。
- 月読命 - イザナキの右目から生まれたとされる神（性別は記載していないが、男神とされることが多い）。夜を統べる月神。
- 須佐之男命 - イザナキの鼻から生まれたとされる男神。海原の神。

『日本書紀』本文は伊弉諾尊と伊弉冉尊が共に「いかにぞ天下の主者を生まざらむ」と言って最後に生んだ四柱の神々のうち三柱で、月神の後、素戔嗚尊の前に蛭児（ヒルコ）も生んだとする。